# Бьянко, Андреа
Андреа Бьянко (итал. Andrea Bianco) — венецианский мореплаватель и картограф. Автор карты Бьянко (1436 год), а также состоящего из двух частей портулана, датированного 1448 годом.
Карта Бьянко была частью веленевого атласа, состоявшего из десяти страниц, в размерах 29 на 38 см. Он считается старейшим сохранившимся картографическим трудом, на котором изображены открытые португальцами острова Кабо-Верде. На девятой странице помещена карта мира, изображённая справа.
Предполагается, что Андреа Бьянко тесно сотрудничал с Фра Мауро, выдающимся картографом своего времени.